# Bitwa pod Presławiem
Bitwa pod Presławiem – starcie zbrojne, które miało miejsce w dniach 3 – 4 kwietnia 971 pomiędzy armią Cesarstwa Bizantyjskiego a Rusinami, zakończone zwycięstwem wojsk cesarstwa.

## Początek wojny
Wiosną 971 r. cesarz Bizancjum Jan I Tzimiskes wyruszył na wyprawę wojenną na tereny Bułgarii. I choć to z inicjatywy Cesarstwa książę ruski Światosław I zaatakował Bułgarię z północy, to gdy obecność Rusinów na tamtych terenach zaczęła zagrażać Bizancjum, cesarz zdecydował się ich zaatakować. Stało się to jednak możliwe dopiero po stłumieniu rebelii Bardasa Fokasa.

## Bitwa
Armia bizantyjska składała się z 15 000 piechoty i 13 000 jazdy. Cesarz przekroczył pasmo Starej Płaniny, po czym dotarł do obsadzonej przez wojska Światosława stolicy Bułgarii, Presławia. Wojska ruskie dowodzone przez wojewodę Swenelda, składające się wyłącznie z piechoty zajęły pozycje przed murami miasta. Bizantyjczycy zaatakowali armię ruską, lecz dopiero uderzenie katafraktów na lewe skrzydło Rusinów doprowadziło do przełamania ich linii. Ocalała część sił Swenelda wycofała się do miasta. Jeszcze tego samego dnia armia cesarska przypuściła szturm na Presław, lecz został on odparty.
Następnego dnia Bizantyjczycy otrzymali posiłki i rozpoczęli ostrzał miasta z maszyn oblężniczych. Przypuszczono kolejny atak na mury miejskie, tym razem zakończony sukcesem. Wojska ruskie wycofały się do zamku. Po wdarciu się do Presławia Bizantyjczycy dokonali rzezi mieszkańców, a następnie zaatakowali zamek, lecz szturm zakończył się niepowodzeniem. Wobec tego wojska cesarskie podpaliły twierdzę przy pomocy łatwopalnych materiałów przerzucanych nad murami. Załoga zamku, nie mogąc dalej się w nim bronić, wyszła na przedpole i tam przystąpiła to walki, w której została doszczętnie rozbita. Wojewoda Sweneld uciekł do sił głównych stojących pod Dorostolonem.

## Dalszy przebieg kampanii
Po tym zwycięstwie armia cesarska ruszyła w kierunku głównych sił ruskich, zajmując po drodze kilka miast m.in.: Pliskę. Światosław schronił się w twierdzy Dorostolon (Drastar), gdzie wkrótce rozgorzały zacięte walki. Dnia 24 (lub 22) lipca 971 roku Bizantyjczycy rozbili zupełnie armię ruską pod Dorostolonem, zmuszając przeciwnika do zawarcia rozejmu. Światosław zgodził się na oddanie cesarzowi Bułgarii otrzymując w zamian możliwość swobodnego odwrotu do ojczyzny. W drodze powrotnej nad Dnieprem Światosław zginął jednak w starciu z oddziałem Pieczyngów. Z wyprawy powróciły zaledwie szczątki armii, która w 968 wyruszyła na podbój Bułgarii.
Zdobyte ziemie, obejmujące niemal cały obszar wschodniej części carstwa bułgarskiego, Tzimiskes wcielił do cesarstwa.